# Campionati europei di nuoto in vasca corta 2010 - 100 metri dorso femminili
Le qualifiche per la semifinale si sono svolte la mattina del 25 novembre 2010, mentre la semifinale è svolta la sera dello stesso giorno. La finale si è svolta la sera del 26 novembre 2010.

## Medaglie
| Posizione | Atleta                | Paese       |
| --------- | --------------------- | ----------- |
| Oro       | Daryna Zevina         | Ucraina     |
| Argento   | Sharon Van Rouwendaal | Paesi Bassi |
| Bronzo    | Duane Da Rocha Marce  | Spagna      |

## Record
Prima della manifestazione il record del mondo (RM), il record europeo (EU) e il record dei campionati (RC) erano i seguenti.
| Record mondiale       | 55.23 | Shiho Sakai Giappone   | 15 novembre 2009 Berlino, Germania |
| Record europeo        | 56.36 | Ksenia Moskvina Russia | 11 dicembre 2009 Istanbul, Turchia |
| Record dei campionati | 56.36 | Ksenia Moskvina Russia | 11 dicembre 2009 Istanbul, Turchia |

Durante la competizione non sono stati migliorati record.

## Risultati batterie
| Pos. | Atleta                | Nazionalità | Tempo       | Batteria    | Corsia      | Note        |
| ---- | --------------------- | ----------- | ----------- | ----------- | ----------- | ----------- |
| 1    | Duane Da Rocha Marce  | Spagna      | 58.89       | 5           | 3           |             |
| 2    | Daryna Zevina         | Ucraina     | 59.02       | 4           | 5           |             |
| 3    | Sharon Van Rouwendaal | Paesi Bassi | 59.04       | 5           | 2           |             |
| 4    | Ksenia Moskvina       | Russia      | 59.13       | 5           | 4           |             |
| 5    | Simona Baumrtova      | Rep. Ceca   | 59.20       | 3           | 5           |             |
| 6    | Wendy Van Der Zanden  | Paesi Bassi | 59.24       | 3           | 2           |             |
| 7    | Jenny Mensing         | Germania    | 59.58       | 3           | 3           |             |
| 8    | Rachel Lefley         | Regno Unito | 59.62       | 4           | 6           |             |
| 9    | Anja Carman           | Slovenia    | 59.86       | 4           | 3           |             |
| 10   | Elena Gemo            | Italia      | 1:00.02     | 3           | 4           |             |
| 11   | Melanie Nocher        | Irlanda     | 1:00.17     | 5           | 1           |             |
| 12   | Cloe Credeville       | Francia     | 1:00.28     | 5           | 7           |             |
| 13   | Pernille Larsen       | Danimarca   | 1:00.40     | 5           | 5           |             |
| 14   | Alexandra Papusha     | Russia      | 1:00.48     | 4           | 7           |             |
| 15   | Alexandra Putra       | Francia     | 1:00.55     | 3           | 1           |             |
| 16   | Lydia Morant Varo     | Spagna      | 1:00.56     | 5           | 6           |             |
| 17   | Aisling Cooney        | Irlanda     | 1:00.59     | 4           | 8           |             |
| 18   | Marica Strazmester    | Serbia      | 1:01.02     | 3           | 7           |             |
| 19   | Marketa Strapkova     | Rep. Ceca   | 1:01.05     | 2           | 3           |             |
| 20   | Sanja Jovanović       | Croazia     | 1:01.08     | 4           | 4           |             |
| 21   | Alzbeta Rehorkova     | Rep. Ceca   | 1:01.09     | 1           | 5           |             |
| 22   | Alina Vats            | Ucraina     | 1:01.26     | 2           | 7           |             |
| 23   | Ekaterina Avramova    | Bulgaria    | 1:01.43     | 4           | 2           |             |
| 24   | Katarina Milly        | Slovacchia  | 1:01.55     | 4           | 1           |             |
| 25   | Lenka Jarosova        | Rep. Ceca   | 1:01.58     | 5           | 8           |             |
| 26   | Lotta Nevalainen      | Finlandia   | 1:01.72     | 2           | 6           |             |
| 27   | Kaetlin Sepp          | Estonia     | 1:01.91     | 2           | 4           |             |
| 28   | Ursa Bezan            | Slovenia    | 1:02.18     | 2           | 1           |             |
| 29   | Aleksandra Kovaleva   | Bielorussia | 1:02.23     | 2           | 2           |             |
| 30   | Sarah Rolko           | Lussemburgo | 1:02.26     | 3           | 8           |             |
| 31   | Marie Jugnet          | Francia     | 1:03.11     | 1           | 3           |             |
| 32   | Matea Samardžić       | Croazia     | 1:03.29     | 1           | 4           |             |
| 33   | Anni Alitalo          | Finlandia   | 1:03.36     | 2           | 5           |             |
| 34   | Laurence Fedrigo      | Svizzera    | 1:03.53     | 2           | 8           |             |
|      | Ingvild Snildal       | Norvegia    | non partita | non partita | non partita | non partita |

## Semifinali
| Pos. | Atleta                | Nazionalità | Tempo   | Batteria | Corsia | Note |
| ---- | --------------------- | ----------- | ------- | -------- | ------ | ---- |
| 1    | Daryna Zevina         | Ucraina     | 58.31   | 1        | 4      |      |
| 2    | Duane Da Rocha Marce  | Spagna      | 58.32   | 2        | 4      |      |
| 3    | Sharon Van Rouwendaal | Paesi Bassi | 58.40   | 2        | 5      |      |
| 4    | Ksenia Moskvina       | Russia      | 58.93   | 1        | 5      |      |
| 5    | Simona Baumrtova      | Rep. Ceca   | 58.97   | 2        | 3      |      |
| 6    | Rachel Lefley         | Regno Unito | 59.14   | 1        | 6      |      |
| 7    | Jenny Mensing         | Germania    | 59.15   | 2        | 6      |      |
| 8    | Wendy Van Der Zanden  | Paesi Bassi | 59.29   | 1        | 3      |      |
| 9    | Elena Gemo            | Italia      | 59.34   | 1        | 2      |      |
| 10   | Pernille Larsen       | Danimarca   | 59.58   | 2        | 1      |      |
| 11   | Cloe Credeville       | Francia     | 59.71   | 1        | 7      |      |
| 12   | Alexandra Papusha     | Russia      | 59.72   | 1        | 1      |      |
| 13   | Anja Carman           | Slovenia    | 59.74   | 2        | 2      |      |
| 14   | Alexandra Putra       | Francia     | 59.92   | 2        | 8      |      |
| 15   | Melanie Nocher        | Irlanda     | 1:00.12 | 2        | 7      |      |
| 16   | Lydia Morant Varo     | Spagna      | 1:00.56 | 1        | 8      |      |

## Finale
| Pos. | Atleta                | Nazionalità | Tempo | Corsia | Note |
| ---- | --------------------- | ----------- | ----- | ------ | ---- |
|      | Daryna Zevina         | Ucraina     | 57.57 | 4      |      |
|      | Sharon Van Rouwendaal | Paesi Bassi | 57.91 | 3      |      |
|      | Duane Da Rocha Marce  | Spagna      | 58.37 | 5      |      |
| 4    | Simona Baumrtova      | Rep. Ceca   | 58.93 | 2      |      |
| 5    | Ksenia Moskvina       | Russia      | 59.24 | 6      |      |
| 6    | Rachel Lefley         | Regno Unito | 59.25 | 7      |      |
| 7    | Wendy Van Der Zanden  | Paesi Bassi | 59.63 | 8      |      |
| 8    | Jenny Mensing         | Germania    | 59.97 | 1      |      |